# Jean Bouise
Jean-Joseph Bouise (Le Havre, 3 giugno 1929 – Lione, 6 luglio 1989) è stato un attore francese.

## Biografia
Diplomato in chimica a Rouen, si dedicò al teatro dal 1950. Specializzatosi in ruoli di secondo piano, dagli anni sessanta partecipò a numerosi film, fino alla sua morte, causata da tumore al polmone.
Nel 1980 ricevette un premio César per il miglior attore non protagonista con il film Il sostituto, dopo esser già stato candidato per lo stesso premio nel 1976 per Frau Marlene e nel 1978 per Il giudice d'assalto.
Era sposato con l'attrice Isabelle Sadoyan.

## Filmografia parziale
- Una vecchia signora indegna (La Vieille dame indigne), regia di René Allio (1965)
- La guerra è finita (La Guerre est finie), regia di Alain Resnais (1966)
- Sciarada per quattro spie (Avec la peau des autres), regia di Jacques Deray (1966)
- Z - L'orgia del potere (Z), regia di Costa-Gavras (1969)
- L'Américain, regia di Marcel Bozzuffi (1969)
- L'amante (Les Choses de la vie), regia di Claude Sautet (1970)
- La confessione (L'Aveu), regia di Costa-Gavras (1970)
- Morire d'amore (Mourir d'aimer), regia di André Cayatte (1971)
- Darsela a gambe (La Poudre d'escampette), regia di Philippe de Broca (1971)
- La divorziata (Les Feux de la chandeleur), regia di Serge Korber (1972)
- L'attentato (L'Attentat), regia di Yves Boisset (1972)
- Il clan dei francesi (Les Caïds), regia di Robert Enrico (1972)
- La mia legge (Les Granges brûlées), regia di Jean Chapot (1973)
- Il grande biondo (Le Retour du grand blond), regia di Yves Robert (1974)
- L'affare della Sezione Speciale (Section spéciale), regia di Costa-Gavras (1975)
- Una donna da uccidere (Folle à tuer), regia di Yves Boisset (1975)
- Frau Marlene (Le Vieux fusil), regia di Robert Enrico (1975)
- Mr. Klein, regia di Joseph Losey (1976)
- Il giudice d'assalto (Le Juge Fayard, dit "le shérif"), regia di Yves Boisset (1977)
- Distanza zero (Le Point de mire), regia di Jean-Claude Tramont (1977)
- Morte di una carogna (Mort d'un pourri), regia di Georges Lautner (1977)
- Le strade del sud (Les Routes du sud), regia di Joseph Losey (1978)
- Morti sospette (Un Papillon sur l'épaule), regia di Jacques Deray (1978)
- Il sostituto (Coup de tête), regia di Jean-Jacques Annaud (1979)
- Equator - L'amante sconosciuta (Équateur), regia di Serge Gainsbourg (1983)
- In nome dei miei (Au nom de tous les miens), regia di Robert Enrico (1983)
- Édith et Marcel, regia di Claude Lelouch (1983)
- Tornare per rivivere (Partir, revenir), regia di Claude Lelouch (1985)
- Subway, regia di Luc Besson (1985)
- Ultima estate a Tangeri (Dernier été à Tanger), regia di Alexandre Arcady (1987)
- Le Grand Bleu, regia di Luc Besson (1988)
- L'opera al nero (L'Oeuvre au noir), regia di André Delvaux (1988)
- Nikita, regia di Luc Besson (1990)

## Doppiatori italiani
- Luciano De Ambrosis in Frau Marlene, Subway